# Riatia pallicornis
Riatia pallicornis är en kackerlacksart som beskrevs av Walker, F. 1868. Riatia pallicornis ingår i släktet Riatia och familjen småkackerlackor. Inga underarter finns listade i Catalogue of Life.